# Blatària

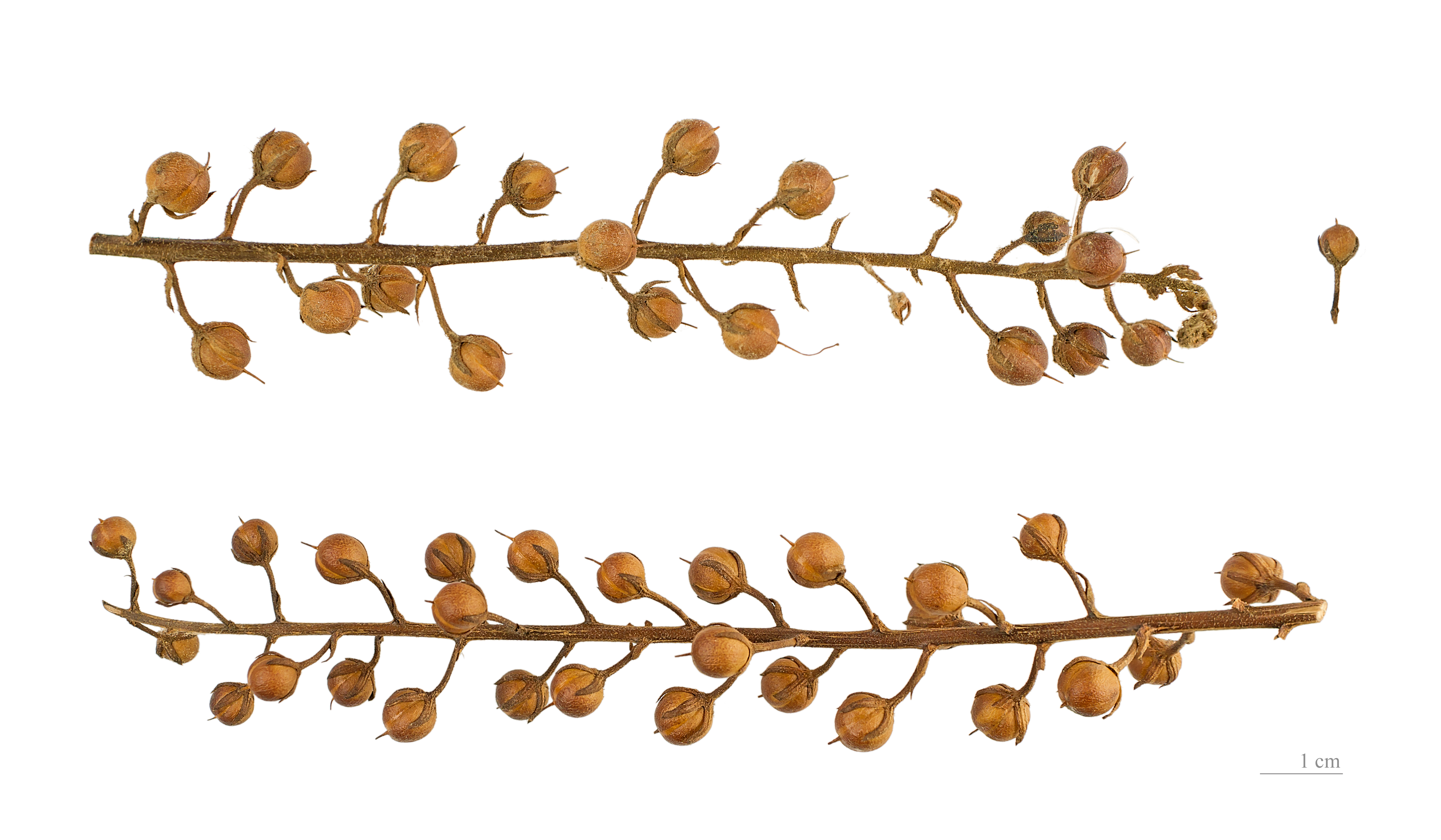
Càpsula

Blatària (Verbascum blattaria) és una espècie de planta dins la família Scrophulariaceae.

## Descripció
La blatària és una planta herbàcia amb fulles alternades i simples amb tiges erectes verdes. Les flors són grogues o rosades amb els filaments dels estams amb pèls violacis i surten de l'estiu fins a la tardor. És originària de gran part d'Europa i gran part d'Àsia i del nord d'Àfrica però s'ha naturalitzat a altres parts del món.
Les llavors d'aquesta espècie poden romandre viables durant 120 anys en terrenys sorrencs ben drenats.

## Hàbitat
Bosc caducifoli en l'estatge montà i contrades mediterrànies humides i subhumides. Als Països Catalans es troba sobretot a Catalunya des del nivell del mar fins a 1.600 m d'altitud. Al País Valencià només a l'Alt Palància i La Ribera Baixa i a les Balears només a la Serra de Tramuntana